# 커르머덱 제도
커르머덱 제도(Kermadec Islands, /ˈkɜːrmədɛk/; 마오리어: Rangitāhua 랑기타후라))는 뉴질랜드 북섬에서 동북쪽으로 약 800-1,000 km, 통가 서남쪽으로도 비슷한 거리에 떨어져 있는 남태평양의 아열대 열도이다. 제도 전체가 뉴질랜드에 속한다. 총 면적 33.6 km2으로 뉴질랜드 최북단의 전초기지인 라울섬을 제외하고는 제도 전체가 무인도이다.
커르머덱 제도는 뉴질랜드 외해 제도이다. 커르머덱 제도는 뉴질랜드의 일부지만 특정 지방이나 지방 자치체에 속하지 않으며 일종의 "지방 자치체 외 지역"에 속한다.

## 지명
커르머덱 제도는 1790년 앙투안 브루니 다트르카스토 탐험대의 일원으로 처음으로 이 섬을 방문한 브르타뉴반도 출신 선장인 장-미셸 위 드 케흐마데의 이름을 따서 지어졌다. "Kermadec"은 브르타뉴어에서 유래한 지명으로 피니스테르주 펜크란의 리외디이기도 하며 kêr는 '마을'을 의미하며 mad는 '좋다'라는 뜻에서 파생된 고유명사이고 접미사 -ec가 붙여져 좋은 마을이란 뜻을 가지고 있다.
마오리어 이름인 "Rangitāhua"는 라울섬의 이름이기도 하다.